# Bernardo Mattarella
Bernardo Mattarella (Castellammare del Golfo, 15 settembre 1905 – Roma, 1º marzo 1971) è stato un politico italiano, più volte ministro della Repubblica Italiana.
Ha avuto quattro figli dalla moglie Maria Buccellato: Antonino, Caterina, Piersanti, presidente della Regione Siciliana assassinato da Cosa nostra il 6 gennaio 1980, e Sergio, 12º presidente della Repubblica Italiana.

## Biografia
Era primo dei sette figli del marinaio Santo Mattarella (Castellammare del Golfo, 10 luglio 1878) e di Caterina Di Falco. La famiglia Mattarella era in passato dedita ad attività marinare e proveniva dal vicino comune di Alcamo, dal quale il capostipite Giacomo Mattarella si trasferì a Castellammare del Golfo sposando Rosa Pagasi nella prima metà del XVIII secolo e dando origine alla discendenza.
Nel 1924 Bernardo aderì al Partito Popolare di Luigi Sturzo e fu segretario di sezione a Castellammare del Golfo. Si laureò in giurisprudenza nell'agosto del 1929 all'Università degli Studi di Palermo. Nel 1933 si sposò con Maria Buccellato. Antifascista, nel 1942-1943 partecipò a Roma alle riunioni clandestine guidate da Alcide De Gasperi in cui si posero le basi della Democrazia Cristiana.
Avversò il separatismo siciliano. Nel luglio 1943, dopo lo sbarco alleato, insieme a Giuseppe Alessi e Salvatore Aldisio fondò la DC siciliana. Nel settembre 1943 fu assessore comunale a Palermo, nell'amministrazione civica insediata dal governo militare alleato (AMGOT). Nei primi due governi del Comitato di Liberazione Nazionale, presieduti da Ivanoe Bonomi e composti da tre ministri e tre sottosegretari per ciascuno dei sei partiti del CLN (1944 – 1945), ricoprì la carica di sottosegretario alla pubblica istruzione.
Nel luglio 1945, con De Gasperi segretario nazionale, divenne vice segretario nazionale della Democrazia Cristiana, insieme ad Attilio Piccioni e a Giuseppe Dossetti. Dal settembre 1945 al giugno 1946 fece parte della Consulta nazionale.

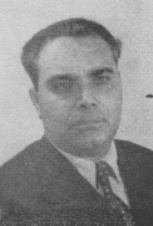
Bernardo Mattarella nel 1946.

Alle elezioni dell'Assemblea Costituente del 2 giugno 1946 fu eletto per la DC nella circoscrizione elettorale della Sicilia occidentale e fece parte dell'ufficio di presidenza della Costituente come questore. Il 18 aprile 1948, alle elezioni del primo parlamento repubblicano, Mattarella fu eletto alla Camera nella medesima circoscrizione, nella quale sarebbe stato poi sempre rieletto.
Nel quinto governo De Gasperi (1948) fu nominato sottosegretario ai trasporti, carica che mantenne anche nel sesto e settimo degli esecutivi guidati dallo statista trentino.
Costituitosi l'ottavo governo De Gasperi il 16 luglio 1953, ebbe affidato il ministero della marina mercantile. Caduto questo gabinetto dopo appena 32 giorni e formatosi il governo Pella il 18 agosto 1953, ebbe l'incarico di ministro dei trasporti che mantenne anche nel successivo governo Fanfani, che cadde il 30 gennaio 1954 a soli 23 giorni dalla sua costituzione. Nel successivo governo, guidato da Mario Scelba, ebbe riaffidato lo stesso ministero.
Il 6 luglio 1955 nacque il primo governo Segni e Mattarella passò dai trasporti al commercio con l'estero. Adone Zoli, costituito il suo governo il 18 maggio 1957, lo volle ministro delle poste e telecomunicazioni. Nella terza legislatura fu presidente della commissione Trasporti della Camera dei deputati e componente della direzione nazionale della Democrazia Cristiana, per poi tornare al governo, come ministro dei trasporti, nel quarto governo Fanfani (21 febbraio 1962).
Dopo le elezioni politiche del 1963 si formò il primo governo Leone, durato in carica dal 21 giugno al 5 novembre 1963, nel quale Mattarella fu ministro per l'agricoltura e le foreste. Nel secondo governo della quarta legislatura (primo governo Moro) entrato in carica il 4 dicembre 1963 ritornò al Ministero del commercio con l'estero, che mantenne anche nel successivo secondo governo Moro che rimase in carica fino al 21 gennaio 1966.
Nel successivo governo Moro Mattarella non fu ministro per motivi di equilibrio tra le correnti democristiane, come affermato da Moro in una lettera con cui ringraziava Mattarella per il lavoro svolto al governo. Mattarella rientrò nella direzione nazionale della DC.
Alle politiche del 1968, a meno di tre anni dalla morte, fu eletto per l'ultima volta alla Camera dei deputati e in quella legislatura divenne presidente della commissione Difesa della Camera dei deputati, fino alla sua morte, a seguito di un malore alla Camera per malattia durata alcuni mesi.

## L'atteggiamento nei confronti della Mafia

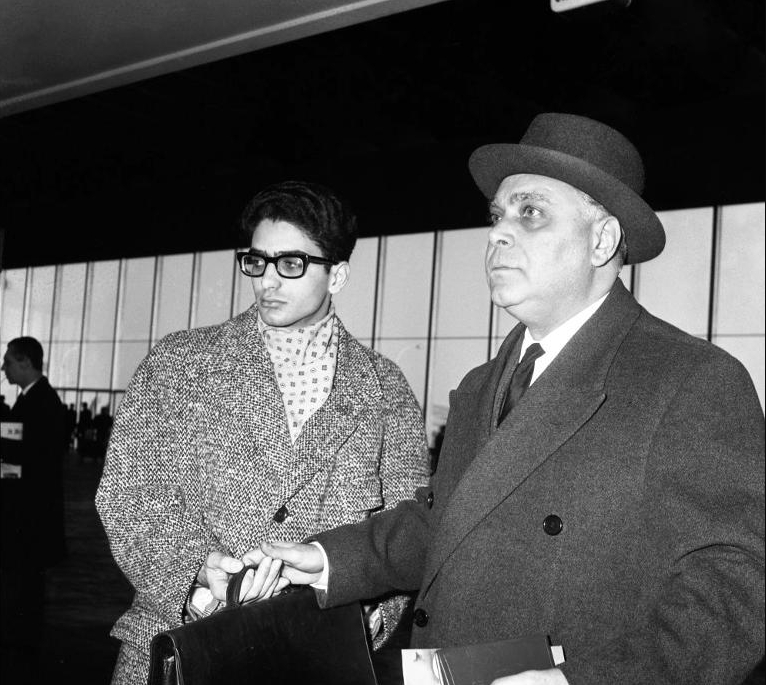
Bernardo Mattarella in compagnia del figlio Sergio, 1963

Nel 1943 fu il primo a entrare in contatto epistolare con don Luigi Sturzo, ancora esule negli Stati Uniti d'America. In una lettera datata 25 maggio 1944 manifestava a Sturzo l'allarme per l'azione del separatismo siciliano, esprimendosi in questi termini: «È comunque un movimento che occorre seguire e vigilare continuamente, anche per l'elemento poco buono da cui è circondato, la mafia, riportata dai feudatari separatisti all'onore della ribalta politica.» In altra lettera del 29 giugno 1946, poco dopo il voto per l'Assemblea Costituente, Bernardo Mattarella così scriveva a Luigi Sturzo: «La lotta elettorale è stata dura e faticosa, ma ci ha dato anche il grande risultato del pieno fallimento della mafia... I separatisti, che ne dividevano con i liberali i favori, sono stati miseramente sconfitti».
Il 3 giugno 1944 su Popolo e Libertà, il giornale che dirigeva, Bernardo Mattarella pubblicò un articolo in cui attaccava il leader dei separatisti, accusandolo di avere l'appoggio della mafia e scrivendo: «Ha sulla coscienza la triste responsabilità di avere riunito attorno a sé, cercando di ripotenziarla, l'organizzazione più pericolosa e sopraffattrice che abbia afflitto, per lunghi anni, le nostre contrade.»
Nel 1958, in una lunga intervista sugli strumenti per sconfiggere la mafia – comparsa su Il Giornale del Mezzogiorno del 27 novembre 1958 - espresse opinione favorevole all'istituzione di una Commissione parlamentare d'inchiesta sulla mafia, che fu istituita quattro anni dopo.

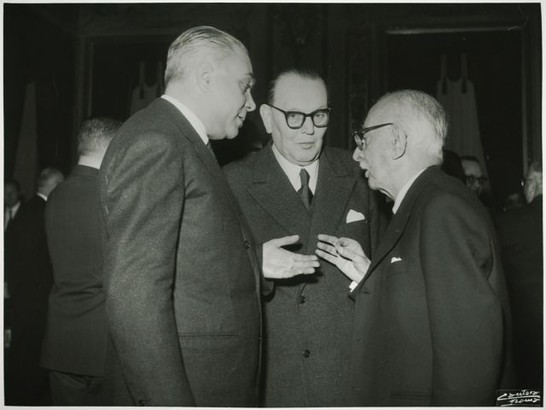
Bernardo Mattarella, primo a sinistra, colloquia con Cino Macrelli, al centro, e Giuseppe Paratore, 1960

Tuttavia nella fase iniziale del secondo dopoguerra era stato sospettato di essere «...tra i referenti nel rapporto tra la DC e la mafia». Di questo nel 1992 venne accusato anche dall'ex ministro della giustizia Claudio Martelli: "Bernardo Mattarella secondo gli atti della Commissione antimafia e secondo Pio La Torre (1976), fu il leader politico che traghettò la mafia siciliana dal fascismo, dalla monarchia e dal separatismo, verso la DC". Secondo lo storico Giuseppe Casarrubea Mattarella era ritenuto vicino al boss di Alcamo Vincenzo Rimi, considerato in quegli anni al vertice di Cosa nostra.
Al processo per la strage di Portella della Ginestra, Mattarella fu accusato da Gaspare Pisciotta di essere implicato nell'eccidio. Durante il processo, Pisciotta affermò che "Si svolsero dei colloqui tra Giuliano e gli on. Marchesano, Alliata e Bernardo Mattarella. Io ho assistito ai colloqui che avvennero tra costoro e Giuliano e fu precisamente da questi che Giuliano fu mandato a sparare a Portella della Ginestra" e che in contrada Parrini "vi fu un convegno fra Giuliano, Mattarella e Cusumano, i quali due ultimi dicevano che dovevano recarsi a Roma per trattare della questione dell'amnistia" e che "Mattarella e il Cusumano vennero a Roma ma gli si oppose alla concessione dell'amnistia il ministro dell'interno Scelba e riferirono che Scelba aveva detto che non trattava più con i banditi".
La sentenza della Corte di assise di Viterbo, che concluse quel processo, dichiarò infondate le accuse di Pisciotta, componente della banda di Salvatore Giuliano e tra gli autori della strage. Anche il pubblico ministero nella sua requisitoria al processo di Viterbo aveva definito inaffidabile Pisciotta, che aveva fornito nove diverse versioni della strage e inattendibili le sue accuse contro Mario Scelba e Bernardo Mattarella. Tali le giudicò anche l'Ufficio istruzione presso la Corte di Appello di Palermo, che, valutando una denuncia presentata dal deputato del PCI Giuseppe Montalbano contro tre deputati monarchici, escluse coinvolgimenti di Scelba e Mattarella.
Del resto, che l'atteggiamento di Pisciotta facesse parte di una manovra organizzata per depistare, era stato dichiarato nel corso del processo dalla stessa madre di Giuliano e da alcuni componenti della banda e fu confermato, davanti alla Commissione parlamentare antimafia, sia da questi ultimi nel marzo 1966 sia, nel giugno 1972, dai due membri della banda che avevano seguito Pisciotta in quella manovra.
È inoltre falsa l'informazione, contenuta in un libro di memorie del mafioso italoamericano Joe Bonanno, che Mattarella si trovasse tra coloro che lo accolsero a Roma quando questi arrivò all'aeroporto di Fiumicino nel 1957. Nel libro, invero piuttosto romanzato, come si legge nella presentazione si narra del viaggio che Bonanno fece in Italia, nel settembre 1957, al seguito di Fortune Pope, figlio di Generoso Pope e direttore del giornale Il progresso italo-americano. Ma, come risulta da quello stesso giornale, i due arrivarono a Roma il 13 settembre di quell'anno e Bernardo Mattarella non era presente: è possibile verificarlo sia sul giornale di Pope, sia su giornali italiani. Del resto, quello stesso giorno, Mattarella, allora ministro delle poste, si trovava in veste ufficiale in Sicilia per l'inaugurazione di un'opera pubblica.
Nel 2008 il figlio Sergio e i nipoti Maria e Bernardo (figli di Piersanti), querelarono RTI e Taodue per danno d'immagine nei suoi confronti perché nella loro fiction Il capo dei capi veniva ritratto come un politico colluso con la mafia, amico di Vito Ciancimino e dell'imprenditore Caruso. Nell'ottobre 2013 i Mattarella ottennero per questo un risarcimento di 7.000 euro a testa.

### Querela e condanna di Danilo Dolci per diffamazione

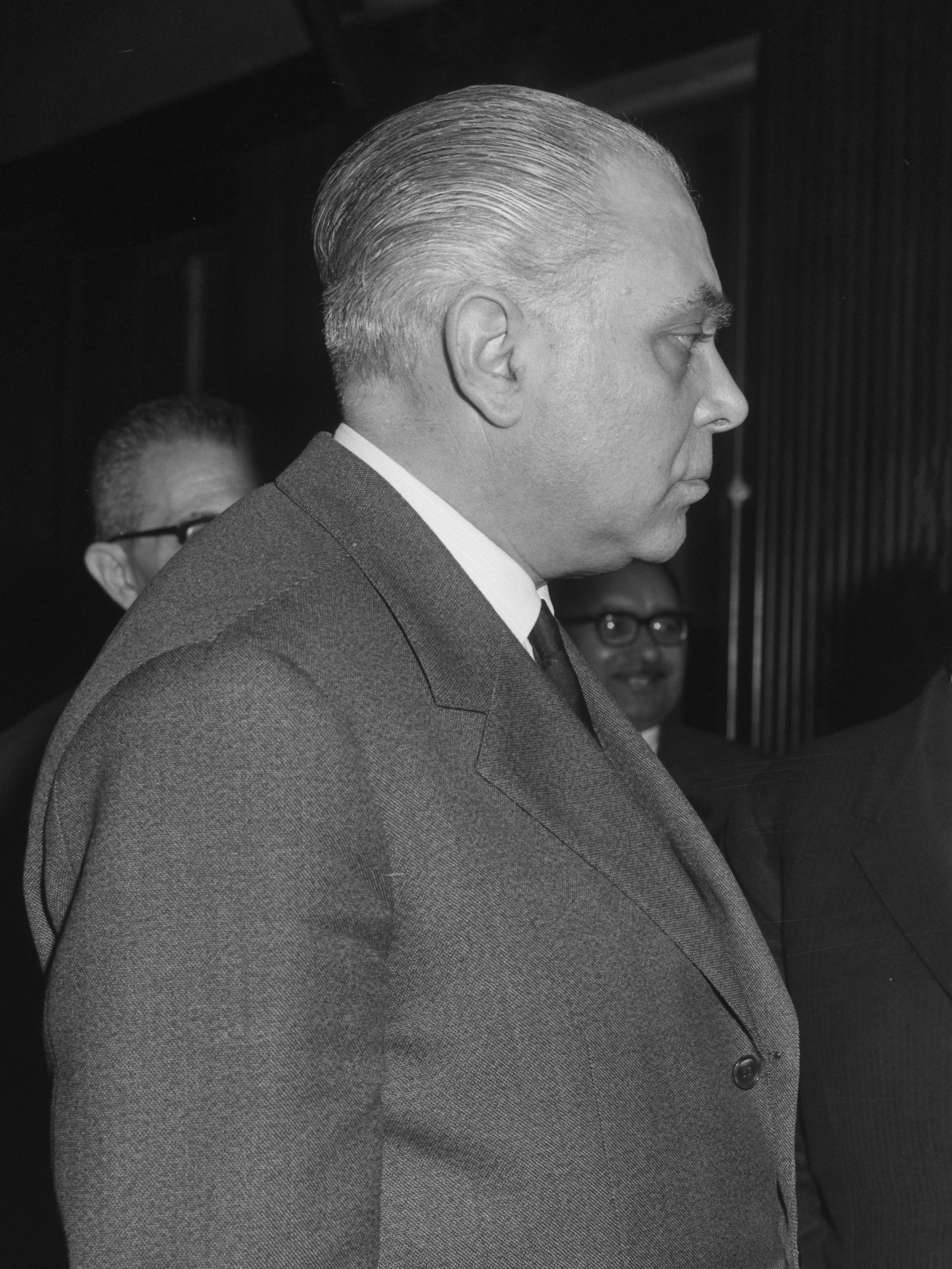
Bernardo Mattarella nel 1964, a una riunione di ministri della CEE

Il sociologo e attivista Danilo Dolci, con un dossier (riprodotto nel libro Chi gioca solo del 1966) presentato nel 1965 durante una conferenza stampa seguita a un'audizione della Commissione antimafia, accusò di collusioni con la mafia Mattarella - allora ministro del Commercio con l'estero -, il sottosegretario alla Sanità Calogero Volpe, il senatore Girolamo Messeri ed altri notabili della Democrazia Cristiana. Mattarella e Volpe lo querelarono e dopo un tormentato percorso processuale durato sette anni Dolci fu condannato per diffamazione a due anni di reclusione, che non scontò per effetto dell'indulto approvato l'anno precedente.
Nella sentenza del Tribunale di Roma del 21 giugno 1967, la cui condanna fu successivamente confermata dalla Corte d'appello e dalla Corte di cassazione, si legge: «Mattarella ha espresso sempre in modo inequivoco la sua condanna del fenomeno mafioso...» e «...non è mai entrato in contatto con l'ambiente mafioso da lui invece apertamente e decisamente osteggiato nel corso di tutta la sua carriera politica».
La sentenza del Tribunale di Roma proseguiva: «Ha in sostanza Mattarella portato a conoscenza del Tribunale, obiettivamente documentandolo, l'atteggiamento di insuperabile contrarietà alla mafia assunto e mantenuto nel corso di tutta la sua carriera politica. Nulla di quanto contenuto nel dossier che ha costituito la base del massiccio attacco nei riguardi di Mattarella ha trovato quindi conforto e riscontro sul piano della prova, dimostrandosi le dichiarazioni raccolte dagli imputati – Dolci e il suo collaboratore l'attivista Franco Alasia – nient'altro che il frutto di irresponsabili pettegolezzi, di malevoli dicerie se non addirittura di autentiche falsità. Basse, infondate insinuazioni, quindi, calunniose interpretazioni di fatti ed avvenimenti, interessate strumentalizzazioni di testimonianze che lungi dal fare la storia di un ambiente e di un personaggio, come incautamente asserito dal Dolci nel corso della conferenza stampa, possono al più favorire la peggiore confusione delle idee, intralciare se non addirittura fuorviare il corso degli accertamenti, condurre a infondati giudizi nei confronti di uomini e di cose».

## Onorificenze
- A Castellammare del Golfo, paese natio, è stata a lui dedicata una delle arterie principali della cittadina dove si trovano Palazzo Crociferi e la villa comunale.